# Villa Settefinestre
Villa Settefinestre si trova fra Capalbio e Orbetello in Toscana, ed è il sito di una villa di età tardo-repubblicana, gestita da schiavi e di proprietà di una famiglia senatoriale dei Volusii, costruita nel I secolo a.C. e poi ampliata nel I secolo con la costruzione di un grande criptoportico.
La villa venne fortificata in epoca successiva e la fortezza venne ricostruita come villa, nel senso moderno del termine, nel corso del XV secolo. 
Nel periodo 1976-1981 sono state condotte delle campagne di scavi, sotto la direzione di Andrea Carandini ed i risultati sono stati presentati in una pubblicazione. Villa Settefinestre è stata restaurata negli anni settanta e trasformata in una lussuosa residenza di vacanza e le rovine, aperte al pubblico, inserite scenograficamente in un giardino rigoglioso.
La villa è ubicata nelle vicinanze di Cosa, una Colonia romana fondata nel 273 a.C., raggiungibile da Roma percorrendo la Via Aurelia. Cosa andò in crisi a seguito delle guerre civili e finì con lo spopolarsi. Il luogo venne poi utilizzato per la costruzione di un gruppo di ville la cui gestione era affidata al lavoro degli schiavi a differenza dei grandi latifondi del sud Italia. La villa di Settefinestre è diversa dalla villa con peristilio descritta da Plinio, dalle ville di Ercolano, con i loro splendidi mosaici e dipinti, e dalle ville imperiali della baia di Napoli. Durante gli scavi, anziché preziosi mosaici, sono stati recuperati notevoli reperti relativi ad una moltitudine di attrezzi agricoli dell'epoca. Settefinestre è la dimostrazione di come venivano attuate le teorie di Columella e Varrone. Risulta veramente evidente come questa villa, con le sue forme ed edifici annessi, risponda perfettamente ai modelli degli agronomi romani, il miglior esempio di villa perfecta di Varrone (I, 194).
L'ipotesi è stata avanzata a spiegazione dei dati di scavo da Andrea Carandini. Secondo Antonio Saltini si possono avanzare dei dubbi tanto sui capitoli di Columella assunti come base di riferimento, quanto sulla possibilità concreta di realizzare una rotazione moderna quale suppone Carandini nell'ambiente della Maremma, dove testimonianze storiche molteplici e inequivocabili dimostrano la difficoltà di ordinamenti evoluti fondati sulle culture foraggere, La fattoria annessa alla villa produceva vino.
Accanto alla villa di Settefinestre, esistono delle rovine confrontabili con ville contemporanee di Colonne ed altre province romane.
Gli scavi archeologici realizzati a Settefinestre sono stati presi come termine di paragone per una nuova fase dello studio dell'archeologia, rapportata allo studio dei metodi di lavoro in agricoltura nell'antico agro romano.